# Marguerite Caze
Pour les articles homonymes, voir Caze.
Marguerite Caze, née vers 1654 à Madagascar et morte le 15 mai 1721 à l'île Bourbon, est l'une des premières habitantes de cette île française du sud-ouest de l'océan Indien aujourd'hui La Réunion depuis 1793. Elle y arrive le 14 novembre 1663 sur le Saint-Charles, un navire qui débarque à Saint-Paul Louis Payen et un autre Français, mais aussi sept adultes malgaches et trois fillettes de la même origine, probablement : Marguerite et ses sœurs Marie et Anne (certains historiens avancent le nom d'Anne-Marie Fina plutôt qu'Anne Caze). Elle épouse quelques années plus tard, le malgache Étienne Lamboutique. De leur union naissent 11 enfants : 8 garçons et 3 filles. Elle décède le 15 mai 1721 à Saint-Paul.